# SN 1998ar
SN 1998ar – supernowa typu II odkryta 14 kwietnia 1998 roku w galaktyce NGC 2916. W momencie odkrycia miała maksymalną jasność 18,40m.